# Бутков, Яков Петрович
Яков Петрович Бутков (1820 или 1821, Саратовская губерния — 28 ноября 1856, Санкт-Петербург) — русский писатель.

## Биография
Советский литературовед Борис Мейлах, составитель и комментатор первого сборника рассказов Якова Буткова, отметил, что «характеристика духовной биографии Буткова весьма затруднительна из-за крайней скудости сохранившихся материалов». В основном они представлены в виде воспоминаний Александра Милюкова и Степана Яновского.
Я. Бутков родился в мещанской семье. Не получил никакого системного образования, но самостоятельным чтением достиг определённого литературного развития. В начале 1840-х годов пешком и на попутных приехал в столицу и поселился в знаменитых «петербургских углах», начав изредка выступать в печати. Вскоре ему удалось найти литературную работу и обратить на себя внимание своим дарованием редактора-издателя журнала «Отечественные записки» А. А. Краевского, который начал печатать его в своём журнале.
При объявленном рекрутском наборе Я. Бутков, как непривилегированный, должен был пойти в солдаты, но Краевский счёл выгодным освободить его от солдатчины и купил для него рекрутскую квитанцию (570 рублей) с обязательством выплачивать долг из гонорара за статьи в свой журнал. Бедный, забитый, застенчивый от природы, Бутков счёл себя в кабале у издателя и относился к нему, как и ко всякому другому начальству, с подобострастным почтением, отрабатывая в журнале своего покровителя.
По словам Милюкова, Бутков «был мещанин из какого-то уездного города <…> не получил почти никакого образования и принадлежал к числу тех русских самородков, которые почти без всякого учения воспитывались и развивались на одном только чтении <…> объявлен был рекрутский набор, и ему, по званию и семейному положению, необходимо было идти в солдаты. К счастию, его спас от этого А. А. Краевский: он купил ему рекрутскую квитанцию, с тем, чтобы Бутков выплачивал за неё вычетом части гонорара за статьи, помещаемые в „Отечественных записках“. При трудолюбии и особенно при той умеренной жизни, какую вёл литературный пролетарий, это было не очень трудно, но он писал немного и, сколько я знаю, далеко не выплатил своего долга».

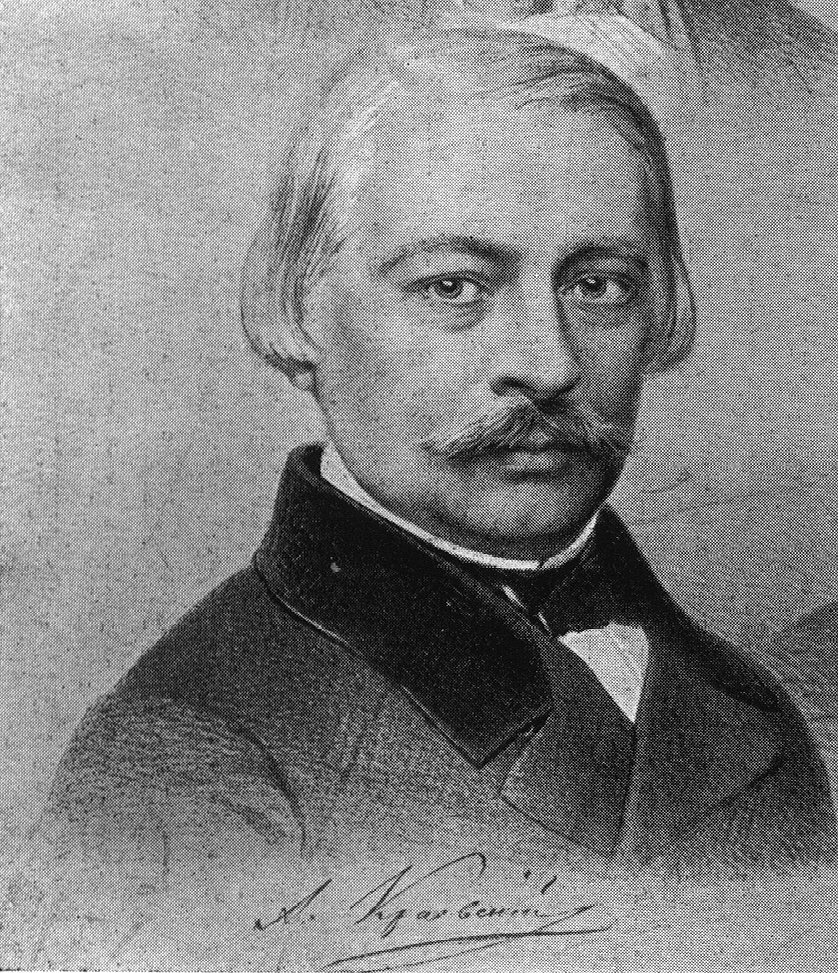
Гравированный портрет издателя «Отечественных записок» А. А. Краевского работы В. Ф. Тимма

Свидетельство В. Г. Белинского уточняет, что Краевский выкупил Буткова от службы в солдатах не на свои деньги. В письме В. П. Боткину он писал так: «Краевский оказал ему важную услугу: на деньги Общества посетителей бедных он выкупил его от мещанского общества и тем избавил от рекрутства. Таким образом, помогши ему чужими деньгами, он решился заставить его расплатиться с собою с лихвою, завалил его работою, — и бедняк уже не раз приходил к Некрасову жаловаться на жёлтого паука, высасывающего из него кровь». Таким образом, пользуясь «зависимым» положением Я. П. Буткова, редактор «Отечественных записок» стал его настоящим журнальным эксплуататором, взвалив на него большое количество срочной обязательной работы, которую он при этом довольно скромно оплачивал.
Об эксплуатации либеральным редактором своих сотрудников говорил и Достоевский. Он писал об этом журналисту-предпринимателю: «Знаю, Андрей Александрович, что я <…> посылая вам записки с просьбой о деньгах, сам называл каждое исполнение моей просьбы одолжением. Но я был в припадках излишнего самоумаления и смирения от ложной деликатности. Я, например, понимал Буткова, который готов, получа 10 р. серебр., считать себя счастливейшим человеком в мире. Это минутное, болезненное состояние, и я из него выжил»
Что же касается личности самого Буткова, то современники отмечали в нём излишнюю робость, замкнутость и мнительность.
Я спросил, отчего он как будто стесняется чем-то в редакции? Бутков, прежде чем отвечать, оглянулся назад, точно хотел увериться, не подслушивает ли нас кто-нибудь, и сказал:

— Нельзя... начальство-с.

— Какое начальство?

— Литературные генералы... Маленьким людям надо это помнить.

— Что это за пустяки! А со мной-то отчего же вы там не говорите?

— При начальстве неловко-с. Я  мелкота.

— Полноте: разве вы не такой же литератор, да еще даровитее многих.

— Что тут даровитость! Я ведь кабальный.

— С чего вы это взяли?

— Верно-с.

— Зачем же вы туда ходите, если вам это неприятно?

— Нельзя не являться: к непочтению и строптивости нрава отнесут. Могут гневаться-с

Жил в нужде, порой голодая, ходил в поношенном платье, заболел и умер в больнице Святой Марии Магдалины 28 ноября 1856 года, всеми забытый.
Узнав о его смерти, Ф. М. Достоевский, изобразивший Буткова в образе Васи Шумкова в повести «Слабое сердце», а также в «Двойнике» (господин Голядкин), «Дядюшкином сне» и романе «Униженные и оскорблённые», писал из Сибири брату: «Друг мой, как мне жаль бедного Буткова! И так умереть! Да что же вы-то глядели, что дали ему умереть в больнице! Как это грустно!».

## Творчество
Творчество Я. П. Буткова, одного из ярких представителей «натуральной школы», занимает важное место в демократической литературе 1840-х годов.
Основной темой его произведений была борьба маленького человека с материальной нуждой, быт мелкого чиновничества и столичной бедноты. Обычное место действия его рассказов — плохенькие трактиры, купеческие конторы, канцелярии, где мелкие служащие дрожат перед начальством. Писал Бутков выразительным языком, «метким и цепким».
Началом писательской деятельности Я. Буткова стала первая значительная книга — сборник «Петербургские вершины» (1845—1846 годы).
Белинский, признавая даровитость Буткова, писал, что талант его более описывающий, чем изображающий предметы,

«Талант чисто сатирический и нисколько не юмористический. В нём не достает ни глубины, ни силы, ни творчества. Но тем не менее, в авторе видны ум, наблюдательность и, местами, остроумие и много комизма…. сердце, умеющее сострадать ближнему, кто бы и каков бы ни был этот ближний, лишь бы только был несчастен».
Некоторые современники, в частности, Ф. Булгарин, ставили талант Я. Буткова выше Н. Гоголя.
Дарование Буткова зачахло, и он умер в бедности, не успев выдвинуться своими произведениями из рядов второстепенных «натуралистов».
Говоря о литературном развитии, Белинский однажды заметил: 

«Бедна литература, не блистающая именами гениальными; но не богата и литература, в которой всё — или произведения гениальные, или произведения бездарные и пошлые. Обыкновенные таланты необходимы для богатства литературы, и чем больше их, тем лучше для литературы».
Талант Буткова, в котором так ярко выразилось живое и сердечное сочувствие к обездоленному люду, является одним из свидетельств богатства русской литературы, её постоянного стремления вторгаться в глубины народной жизни.